# Gustaf Rosenquist
Gustaf Rosenquist, född 10 september 1887 i Jönköping, död 22 december 1961 i Las Palmas, var en svensk gymnast.
Han blev olympisk guldmedaljör 1908.